# Sátiro en reposo

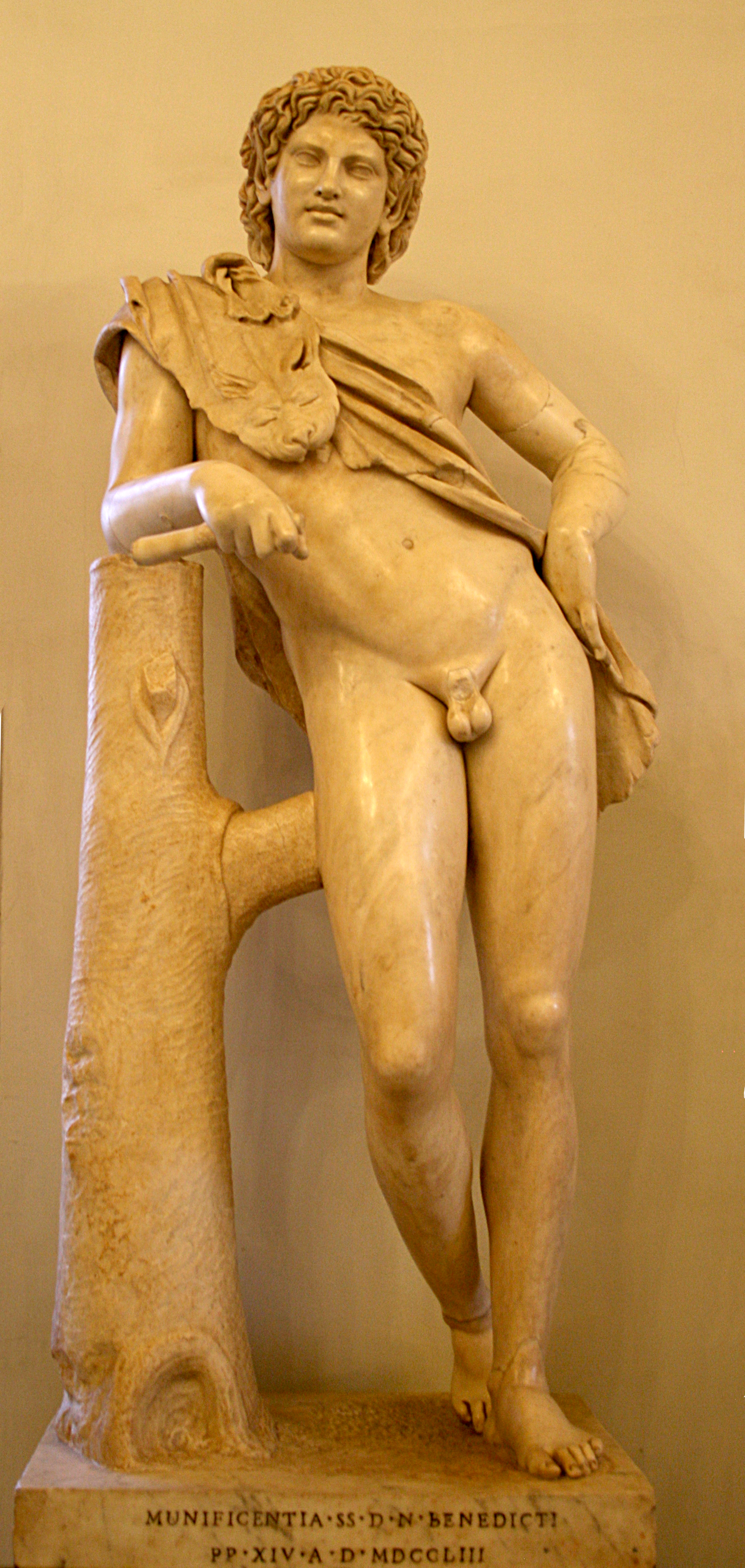
Satiro in riposo, ejemplar de los Museos Capitolinos, mármol de Luni, hacia 130 d. C. (inv. 739).

 El Sátiro en reposo, también conocido con el nombre de Sátiro anapauomenos (griego antiguo ἀναπαυόμενος}}, de ἀναπαύω}} / anapaúô, «reposar») es un tipo estatuario generalmente atribuido al escultor griego Praxíteles. Se conocen cerca de 115 ejemplares, siendo el más célebre el de los Museos Capitolinos. 

## Descripción
Representa a un sátiro joven, identificable claramente por su orejas apuntadas y por la piel de pantera que lleva cruzando el torso. Apoya el codo derecho sobre un tronco de árbol, en una posición tan poco estable que la pierna izquierda apenas sirve de apoyo. La pierna derecha está doblada, el pie detrás del pie izquierdo: la punta del pie derecho toca el talón del pie izquierdo. La mano derecha sostiene en un cierto número de copias un atributo añadido por el restaurador, a menudo una flauta o una flauta de Pan, mientras que la mano izquierda se apoya en la cadera y sujeta la piel de pantera. Los rasgos del rostro están muy bien marcados y la nariz está ligeramente achatada. El pelo grueso del fauno, que recuerda la representación de los dioses fluviales, está sujeto por una cuerda o una corona.

## Atribución
El Sátiro en reposo es tradicionalmente identificado como el «sátiro periboêtos» mencionado por Plinio el Viejo: «Praxíteles realizó en bronce un Liber Pater, y una Ebriedad célebre, y un sátiro que los griegos llaman periboêtos («et Liberum patrum Ebriatem nobilemque una satyrum quem Græci periboeton cognominant»). A partir de Winckelmann, esta palabra es tradicionalmente traducida por «famoso». Esta celebridad explicaría la fortuna del tipo, uno de los más extendidos en la cuenca mediterránea: se contabilizan en total un poco menos de 115, de los cuales una docena provienen de Roma, cuatro de África del Norte, ocho de Grecia, dos de España y uno de Francia.

## Algunos ejemplares

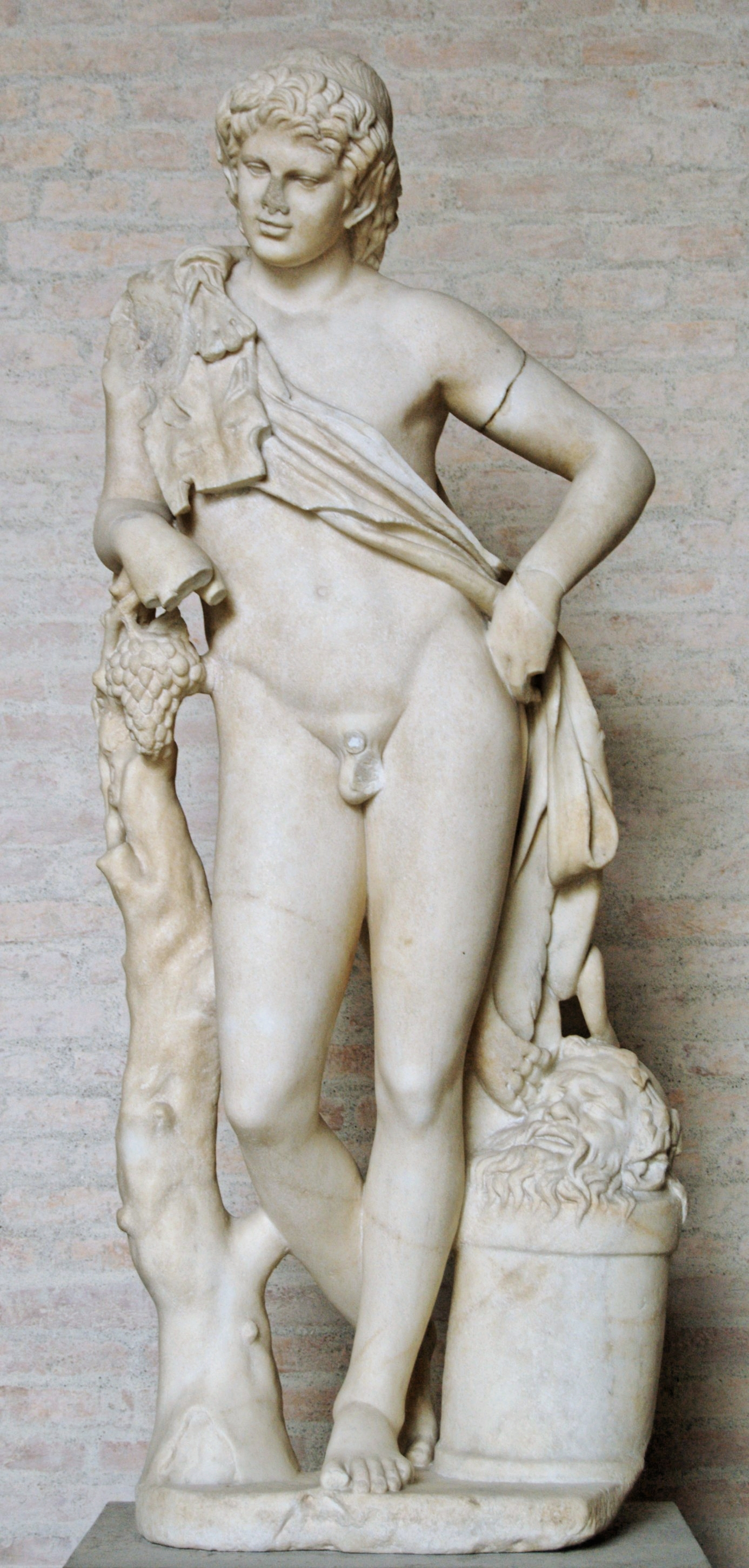
Faune Ruspoli, Gliptoteca de Múnich (inv. 228)
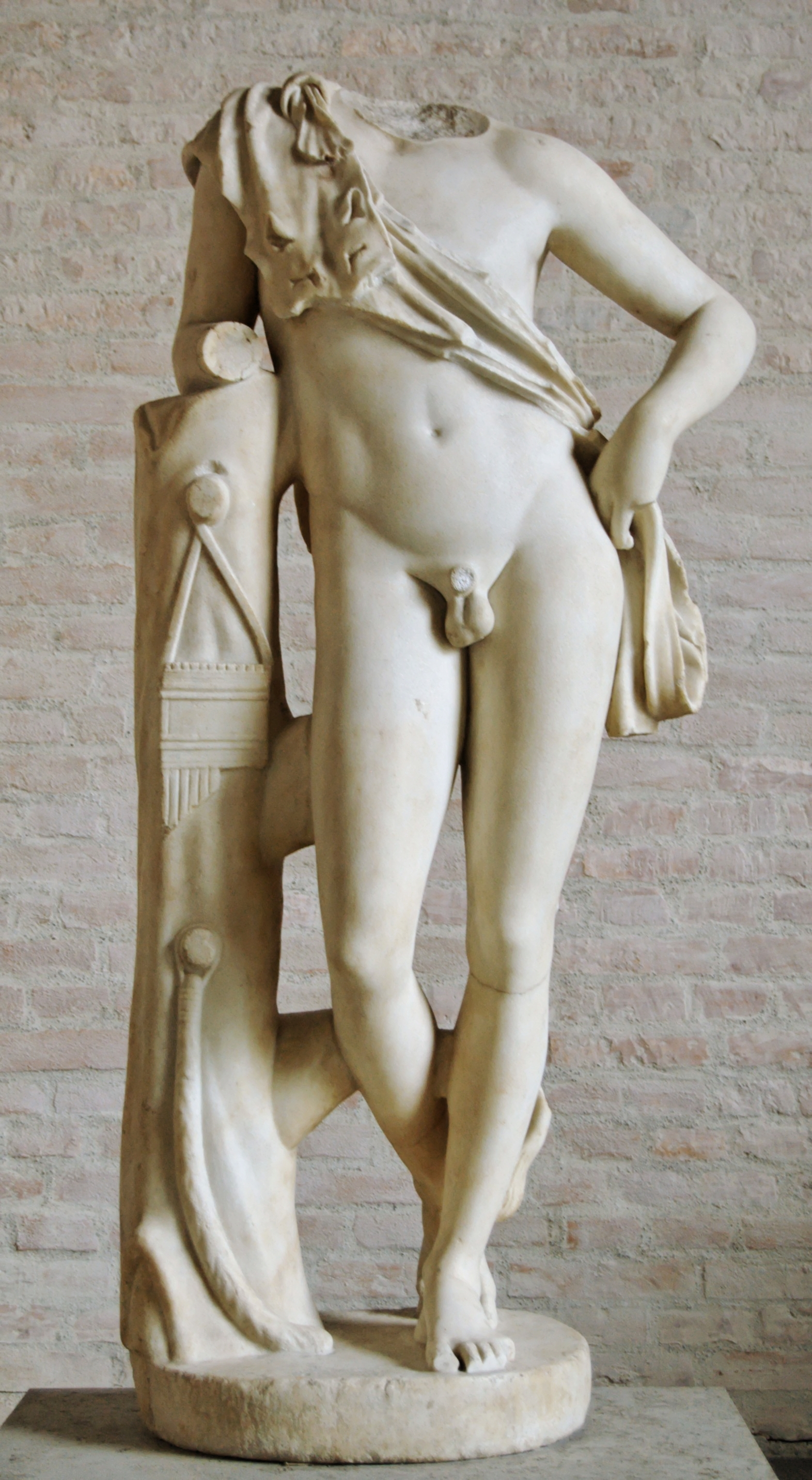
Faune Ruspoli, Gliptoteca de Múnich (inv. 229)
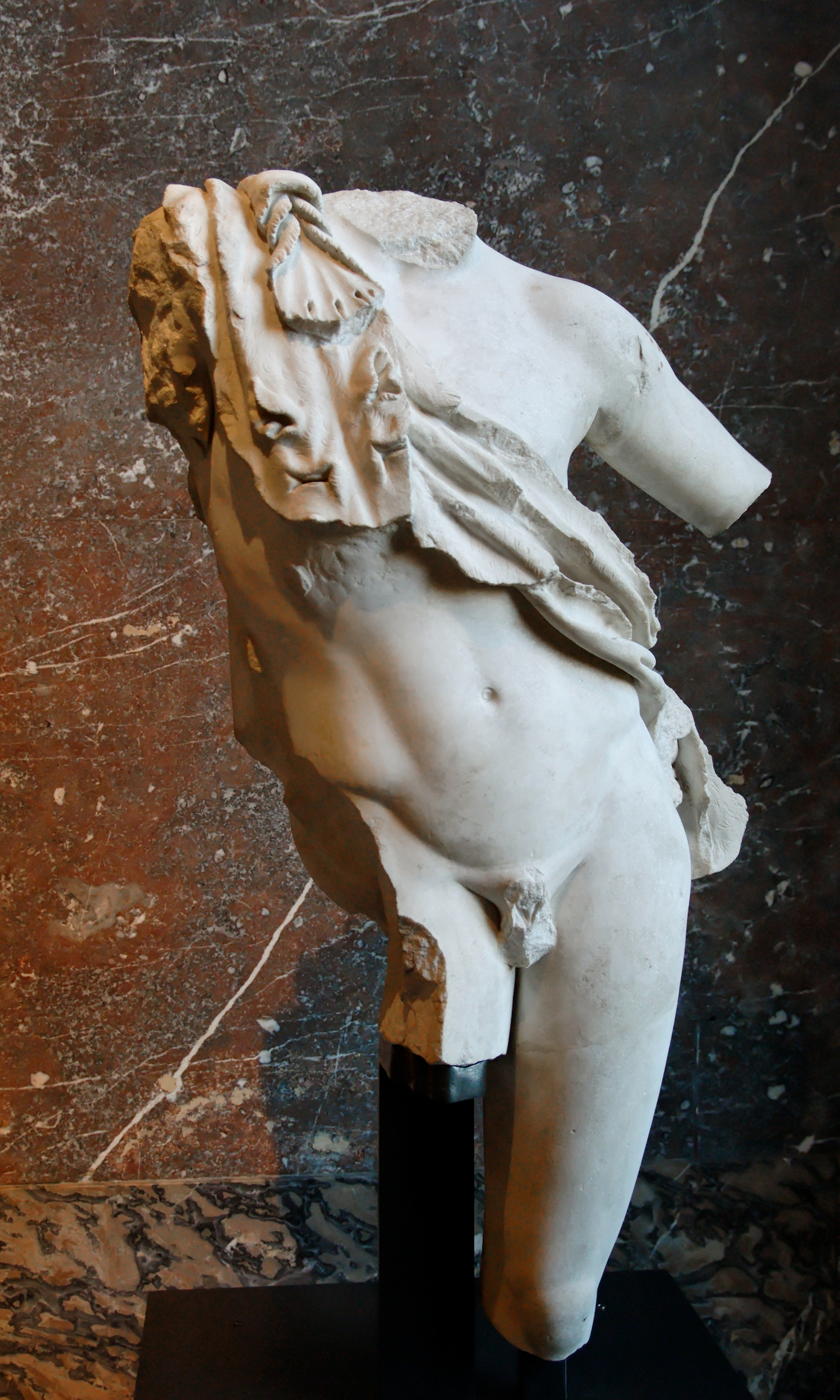
Faune Farnese, Museo del Louvre (Ma 664)
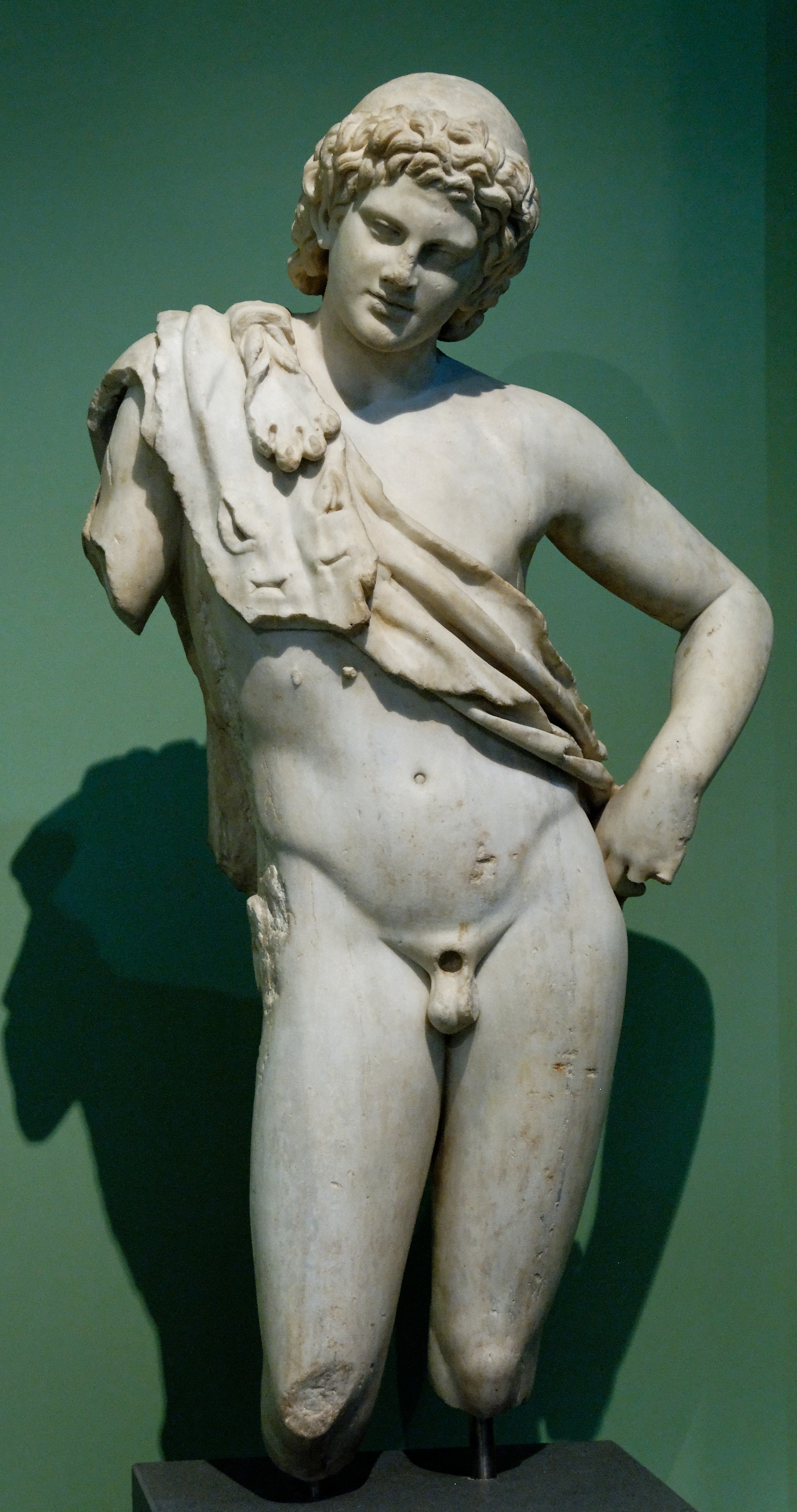
Ejemplar de la Via Cavour, Centrale Montemartini (MC 2419)